# El Achour
El Achour (em árabe: العاشور) é uma comuna localizada na província de Argel, no norte da Argélia. Sua população era de 41 070 habitantes, em 2008.
A sede do jornal de língua francesa, Liberté, está localizada nesta cidade.